# Bizantinsko papeštvo
Bizantinsko papeštvo je bilo obdobje bizantinske nadvlade nad papeštvom. Trajalo je od 537 do 752. Rimljani so morali za posvetitev rimskega škofa pridobiti dovoljenje bizantinskih cesarjev.
Bizantinski papež, nekateri uporabljajo tudi izraz grški papež, je oznaka tistega papeža, ki ga je bizantinski cesar imenoval oziroma potrdil bodisi sam ali pa preko ravenskega eksarha.

## Zgodovina
To obdobje je trajalo nekako od cesarja Justinijana naprej pa do obdobja, ko se je papeštvo osvobodilo carigrajskega varuštva in iskalo zaščito pri Frankih. Ti papeži pravzaprav niso bili bizantinski v ožjem pomenu besede. Taki so bili namreč carigrajski patriarhi, ki so si - vsaj nekateri - lastili naslov "kumenski patriarh", kar je na nek način pomenilo isto kot "rimski papež", ali pa so naziv smatrali celo za pomembnejši. "Bizantinski papeži" so bili namreč tisti, ki so bili bolj ali manj pod vplivom Carigrada. Nekateri so kljub temu ravnali zelo neodvisno.

## Kateri so bili "bizantinski" papeži
Pravzaprav se je začelo "bizantinsko papeštvo" že z od cesarja Justinijana vsiljenim papežem Vigilijem, ki mu je bila naklonjena tudi cesarica Teodora misleč, da ga bo zlahka pridobila za monofizitizem. Značilno je, da se kljub svoji omahljivosti ni dal popolnoma vpreči v voz dnevnih cesarskih političnih potreb.  